# Birrana bulburin
Birrana bulburin är en spindelart som beskrevs av Raven och Kylie S. Stumkat 2005. Birrana bulburin ingår i släktet Birrana och familjen Zoropsidae.
Artens utbredningsområde är Queensland. Inga underarter finns listade.